# Patrick Groetzki
Patrick Groetzki (Pforzheim, Njemačka, 4. srpnja 1989.) je njemački rukometaš i nacionalni reprezentativac. Od 2007. je član Rhein-Neckar Löwena.
Igrač je s juniorskom reprezentacijom osvojio srebro na Europskom prvenstvu igranom 2008. u Rumunjskoj. Također, bio je proglađen i za MVP turnira. Groetzki je za Njemačku debitirao 17. lipnja 2009. protiv Bjelorusije u Stuttgartu.

## Vanjske poveznice
- Patrick Groetzki (de.Wiki)
- Patrick Groetzki (en.Wiki)
- Patrick Groetzki (pl.Wiki)